# Citroën Axel
Citroën Axel — автомобіль класу суперміні, що вироблявся між 1984 і 1988 роками і був розробленим у співпраці французького Citroën та Oltcit, спільного підприємства з урядом Румунії.
Axel був версією невеликого хетчбека Oltcit Club. Були доступні три специфікації: Axel 11, Axel 11R і Axel 12 TRS. Їх оснащали двигуни з повітряним охолодженням від Citroën GS/GSA; двигун з повітряним охолодженням від Citroën Visa, що використовується на румунському Oltcit Special, не був встановлений на експортному Citroën Axel.
П'ятидверний Citroën Visa та тридверний Axel виглядають дуже схожими, але між цими двома моделями Citroën немає жодної частини, взаємозамінної.
У 1994 році з'явився Daewoo, і з невеликим рестайлінгом автомобіль випускався як Daewoo Oltena до 1996 року.